# Akadémia (Platón)

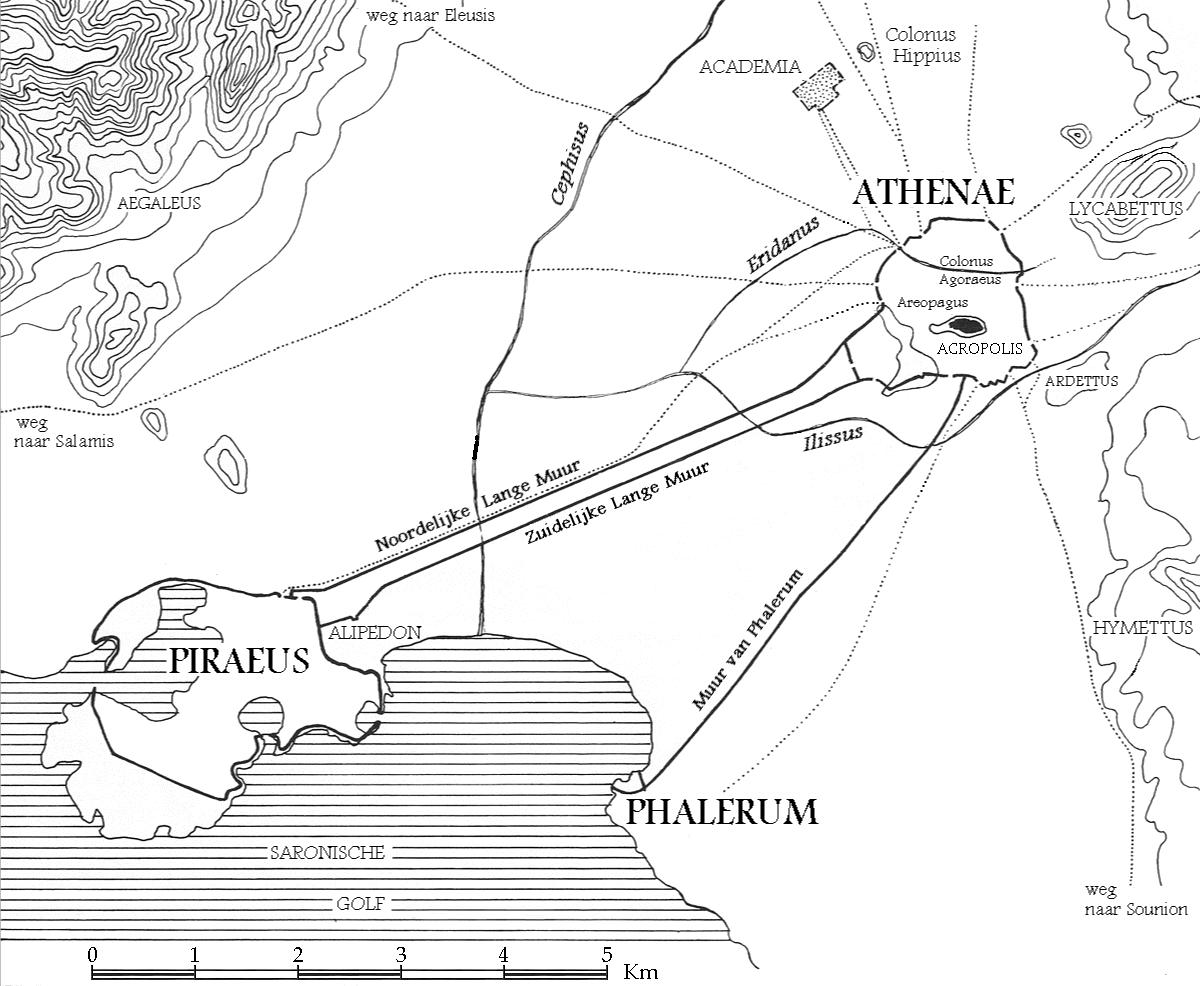
Az Akadémia az ókori Athéntól északra

Az Akadémia (görögül: Ακαδημία) Platón filozófiai iskolája, nevét az Akadémosz attikai hősről elnevezett olajfaligetről kapta. Az Akadémia i. e. 385-től i. sz. 529-ig állt fent, akkor I. Iusztinianosz bizánci császár más athéni iskolákkal együtt bezáratta.
Az Akadémia tagjai Platón tanait követték, tanításának tárgya matematika, dialektika, természettudomány és államférfiúi hivatásra való felkészítés volt. Több korszakon ment át, az első Régi Akadémia Platón és közvetlen utódai voltak, a filozófiai gondolkodás ebben az időben morális, spekulatív és dogmatikus jellegű volt. A Középső Akadémia i. e. 316-tól i. e. 216-ig működött Arkeszialosz vezetésével, aki bevezette a nem dogmatikus szkepticizmust. Az Új Akadémiát Karneadész alapította i. e. 2. században és Aszkalóni Antiokhosz igazgatásával ért véget i. e. 68-ban, újra a régi dogmatikus gondolkodáshoz tért vissza. Ezután bezárásáig az újplatonizmus központja lett az iskola.

## Története

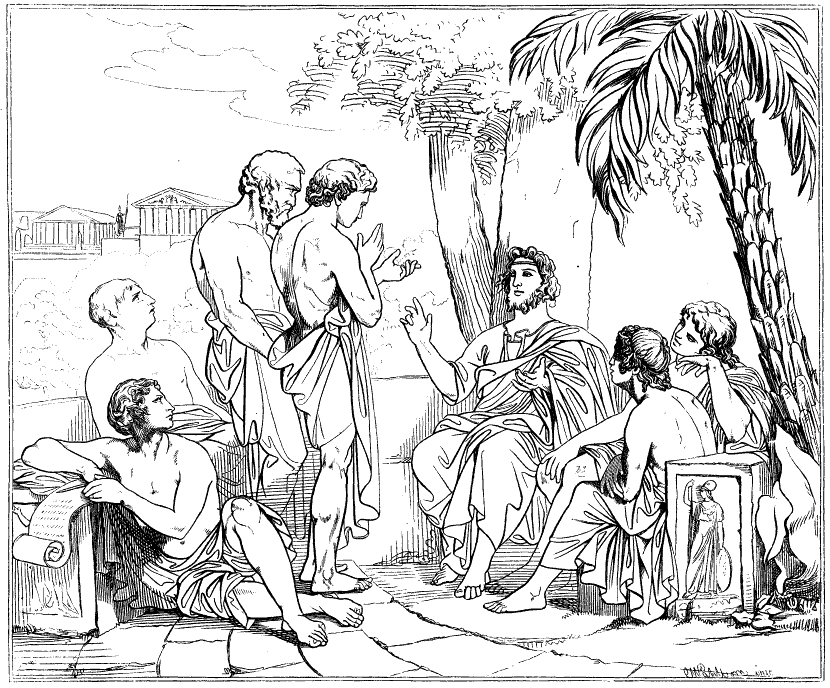
Platón az Akadémián tanítványoktól körülvéve (Carl Johan Wahlbom festménye után készült grafika)

Az Akadémia megalakítása az ókori világ egyik legfontosabb eseményei közé tartozott. Az iskola Athéntól néhány kilométerre, nevezetes személyiségek sírjával szegélyezett út mentén, egy nagy liget közepén állt. Az Akadémia nevét onnan kapta, hogy az épület egy Akadémosz nevű hérosznak szentelt liget közelében épült. Platón filozófiát és matematikát tanított párbeszédes formában, később összefüggő előadásban is. A matematikát annyira fontosnak tartotta, hogy állítólag az Akadémia bejáratára a „Ne lépjen ide be senki, aki nem ismeri a geometriát!” feliratot íratta.
Az Akadémián Platón körül számos tanítvány gyűlt össze: Xenokratész, Szpeuszipposz, Arisztotelész, Hérakleidész, Pontikosz, Kalliposz, Erasztosz, Timolaosz és mások, a nők között pedig Laszténia és a férfiruhákban járó Axiotea. A tanítványok „múzeum”-má egyesültek, azaz olyan társasággá, mely az irodalom és a zene védnökeinek, a Múzsáknak volt ajánlva. A tagok hosszú ideig, akár életük végéig az Akadémián maradtak, ahol részt vettek a közös tanulmányokban, vallási szertartásokban és étkezéseken. A társaság végső gyakorlati célja az volt, hogy helyreállítsa a tisztességes kormányzatot a görög városállamokban. Platón szerint a tisztességes kormányzás helyreállítása megköveteli a teoretikus tudás teljes megalapozását. Az általa tanított tudományok többsége azonban túl homályosnak, túl bonyolultnak tűnt a hétköznapi ember számára. Egy történet szerint, amikor meghirdetett egy előadást „A Jóról”, az emberek azt remélve jöttek, hogy megtanulhatják, hogyan lehetnek boldogok, de olyasvalamit hallottak, ami nekik felsőbbrendű matematikának tűnt.
Az Akadémia kb. i. e. 385-i alapításától számítva közel ezer évig állt fenn. Bezárását 529-ben I. Justinianosz császár rendelte el, aki bezáratta az athéni filozófiai iskolákat.